# Karnai jezik
Karnai jezik (“barim”; ISO 639-3: bbv), austronezijski jezik koji se govori u nekoliko sela u provinciji Morobe (sedam sela), četiri kod Wasua i tri na otoku Umboi, i provinciji Madang u dva ili tri sela istočno od Saidora, Papua Nova Gvineja.
Jedan je od tri jezika podskupine korap, šire skupine vitiaz.

## Vanjske poveznice
- Ethnologue (14th)
- Ethnologue (15th)